# Balvraid (Moy and Dalarossie)

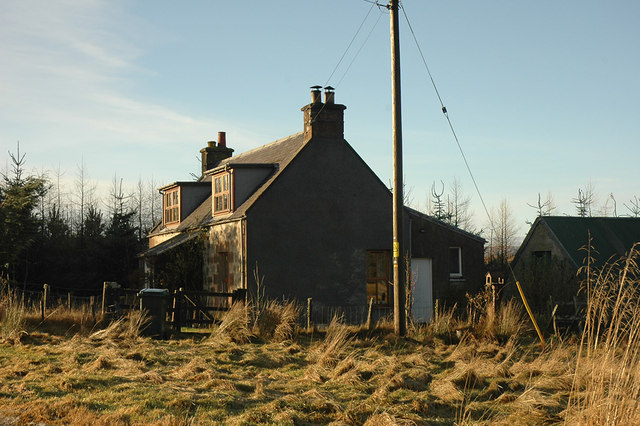
Bauernhaus in Balvraid

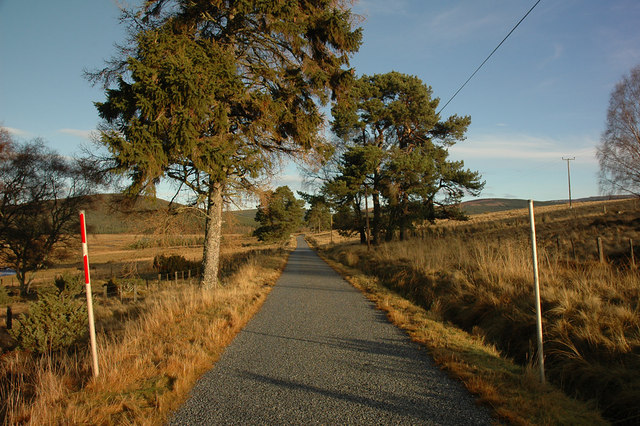
Straße nach Balvraid

Balvraid ist eine Ortschaft, die südöstlich von Inverness in der Region Highland im Norden von Schottland liegt. Im Rahmen der historischen Gliederung Schottlands in Civil Parishes zählt es zu Moy and Dalarossie, das zu Inverness-shire gehörte.

## Geographie
Balvraid liegt am südlichen, linken Ufer des Allt Bruachaig, kurz vor dessen Mündung in den Findhorn River. Das Umfeld ist rein ländlich, der Ort umfasst eine geringe Zahl getrennt gelegener Anwesen und hat keine hervorgehobene Bedeutung.

## Verkehr
Verkehrstechnisch zu erreichen ist Balvraid über eine dort endende Nebenstraße, die in Tomatin vom übergeordneten Netz in nordöstlicher Richtung abzweigt.